# Helenes Ragwurz
Die Orchidee Helenes Ragwurz (Ophrys helenae Renz) ist eine Art der Gattung Ragwurzen (Ophrys) und damit der Familie der Orchideen. Sie blüht von April bis Juni. Sie wird von manchen Autoren auch als Unterart eingestuft: Ophrys sphegodes subsp. helenae (Renz) Soó & D.M.Moore oder Ophrys mammosa subsp. helenae (Renz) Soó.

## Merkmale
Diese mehrjährige krautige Pflanze erreicht Wuchshöhen zwischen 15 und 40 cm. Der Blütenstand umfasst zwei bis acht Blüten. Die Blütenhüllblätter sind grün und oft rot überlaufen. Die Kelchblätter sehen eiförmig aus. Die seitlichen Kronblätter werden zwischen 7 und 12 mm lang und sind unbehaart. Die Lippe ist weinrot bis dunkel braunrot gefärbt und ist mit einem samtigen Bezug aus kurzen Haaren bedeckt. Ein Mal fehlt.

## Standort und Verbreitung
Man findet diese Art in lichten Wäldern, Garriguen, auf Magerrasen und -wiesen mit trockenen oder feuchten, basenreichen Böden bis zu einer Höhe von 1000 Metern über Meereshöhe. Am häufigsten taucht diese Orchidee im Norden Griechenlands auf, auf den Ionischen Inseln, aber vereinzelt auch im Süden Albaniens und in Zentralgriechenland.